# Fabelsaft
Fabelsaft ist ein Kartenspiel des deutschen Spieleautors Friedemann Friese, das 2016 bei dem von ihm geleiteten Spieleverlag 2F-Spiele erschien. Es handelt sich dabei um eine Umsetzung des Legacy-Prinzips, bei dem jede neue Spielrunde abhängig vom Spiel und Ausgang der letzten Spielrunde mit den gleichen Mitspielern ist. Das Spiel wurde im Mai 2017 auf die Empfehlungsliste zum Spiel des Jahres 2017 aufgenommen. Zudem wurde es beim Österreichischen Spielepreis als eines von zwei „Spiele-Hits mit Freunden“ 2017 ausgezeichnet.

## Spielweise
Bei Fabelsaft geht es den Spielern darum, mit Hilfe von verschiedenen Früchten möglichst schnell verschiedene durch die ausliegenden Karten bestimmte Typen von Fruchtsäften herzustellen, die als Fabelsäfte bezeichnet werden. Die notwendigen Früchte erhalten die Spieler über verschiedene Spielmechanismen, die durch die Karten bestimmt werden. Durch die Herstellung der Säfte verändert sich jedoch die Auslage, zudem wird die Auslage eines gespielten Spiels in die nächste Spielrunde der gleichen Mitspieler übernommen, wodurch sich für diese durch nicht mehr vorhandene und neu hinzukommende Karten und andere Elemente von Runde zu Runde das Spiel verändert. Anders als bei anderen Legacy-Spielen wie Pandemic Legacy oder Risiko Evolution sind bei Fabelsaft die Änderungen nicht dauerhaft und das Spiel kann durch die Hinzunahme der bereits gespielten Karten in den ursprünglichen Zustand zurückversetzt werden.
Das Spielmaterial besteht neben der Spielanleitung aus:
- 240 Ortskarten, je 4 Stück mit den Nummern 1 bis 58 und 8 Stück mit der Nummer 59
- 60 Fruchtkarten, je 12 Ananas, Bananen, Erdbeeren, Kokosnüsse und Trauben
- 10 Fruchtmix-Karten
- 6 Holztiere
- 6 Tierplättchen
- 5 Fruchtplättchen
- 3 Jokerplättchen
- ein Dieb (Affenfigur)
- 3 Doppelzugplättchen

### Spielvorbereitung
Zu Beginn des Spiels wählt jeder Mitspieler eines der Holztiere und das entsprechende Plättchen. Die Päckchen mit den Ortskarten werden geöffnet und ohne zu mischen auf einen offenen Stapel gelegt, bei dem der Ort #1 oben liegt. Die Orte #1 bis #6 werden abgenommen und in einzelnen offenen Stapeln unterhalb des Ortsstapels bereit gelegt. Danach werden die 60 Fruchtkarten gemischt und jeder Spieler bekommt 2 Früchte, die er auf die Hand nimmt. Die restlichen Fruchtkarten werden als Nachziehstapel verdeckt neben den Ortsstapel gelegt. Alle anderen Spielmaterialien werden zurück in die Verpackung gelegt, bis sie gebraucht werden. Zuletzt wird ein Startspieler bestimmt, der ein beliebiges übrig gebliebenes Holztier als Startspielermarker wählt.

### Spielablauf
In jedem Spielzug wählt der aktive Spieler eine der ausliegenden Ortskarten aus und platziert seine Spielfigur auf dieser Karte. Stehen auf der Karte bereits einer oder mehrere Spieler, muss der aktive Spieler diesen jeweils eine Frucht seiner Wahl geben. Kann er dies nicht, verteilt er alle seine Früchte an die von ihm gewählten Mitspieler oder, im Fall dass er gar keine besitzt, bezahlt gar nicht. Die auf der Karte beschriebene Aktionen wird ausgeführt, auf diese Weise kann ein Spieler Fruchtkarten sammeln oder andere Vorteile bekommen.
Hat ein Spieler genug Früchte, um einen Fabelsaft herzustellen, kann er dies anstatt der Kartenaktion tun; die Kosten für den jeweiligen Fabelsaft sind auf der jeweiligen Ortskarte angegeben. Dabei können sowohl einzelne Früchte wie auch Smoothies abgebildet sein, letztere können durch eine beliebige Frucht bezahlt werden. Der Spieler bezahlt die entsprechenden Kosten und nimmt die entsprechende Karte, die er umgedreht vor sich ablegt. Danach zieht er die oberste Ortskarte vom Ortsstapel und legt sie in die Auslage, handelt es sich um eine noch nicht ausliegende Karte wird ein neuer Stapel begonnen. Sobald von einem Stapel die letzte Karte zu einem Fabelsaft wird, kann diese und deren Aktion nicht mehr genutzt werden. Nach der Durchführung der Aktion oder dem Kauf eines Fabelsaftes ist der nächste Spieler an der Reihe.

### Spielende und Auswertung
Das Spiel endet nach der Runde, in der ein Spieler die für die Anzahl der Spieler geforderte Anzahl Fabelsäfte herstellen konnte. Dabei müssen bei zwei Mitspielern 5 Fabelsäfte, bei drei Mitspielern 4 Fabelsäfte und bei vier oder fünf Mitspielern 3 Fabelsäfte hergestellt werden. Die laufende Runde wird zu Ende gespielt, der Mitspieler mit den meisten Fabelsäften gewinnt das Spiel. Kommt es zu einem Gleichstand gewinnt der Spieler mit den meisten Früchten und wenn dies wieder einen Gleichstand ergibt, gewinnen die Spieler zusammen.

### Nächste Partie vorbereiten
Da bei Fabelsaft die jeweils nächste Partie des Spiels immer auf der vorherigen Partie aufbaut, wird am Ende des Spiels die nächste Partie vorbereitet. Dafür werden alle Karten, die zu Fabelsaft verarbeitet wurden, in einen Beutel verpackt und aus dem Spiel genommen. Die noch ausliegenden Ortskarten werden sortiert auf den Ortsstapel gelegt, die nächste Partie beginnt dann mit einer Auslage aus den obersten 24 Ortskarten. Der neue Startspieler ist der Verlierer der letzten Runde, er erhält den Startspielermarker und verteilt die Fruchtkarten an die Mitspieler.
Die aus dem Spiel genommenen Ortskarten können jederzeit wieder in den Gesamtstapel übernommen werden, wenn das Spiel mit anderen Mitspielern gespielt werden soll. In diesem Fall sollte die letzte Auslage der laufenden Runde notiert werden, um das Spiel dann zu einem späteren Zeitpunkt wieder an dieser Stelle starten zu können.

### Gesamtwertung
In der Regel wird jedes einzelne Spiel für sich gewertet und jeweils ein Gewinner bestimmt. Sollen mehrere Partien gemeinsam gewertet werden oder sogar ein Gesamtsieger bestimmt werden, wird in den Regeln vorgeschlagen, den jeweiligen Rundensiegern 2 Siegpunkte und dem jeweils letzten 0 Siegpunkte sowie allen anderen Mitwspielern je einen Siegpunkt zu geben. Der Spieler, der am Ende des Gesamtspiels die meisten Siegpunkte hat, gewinnt das Spiel.

## Ausgaben und Rezeption

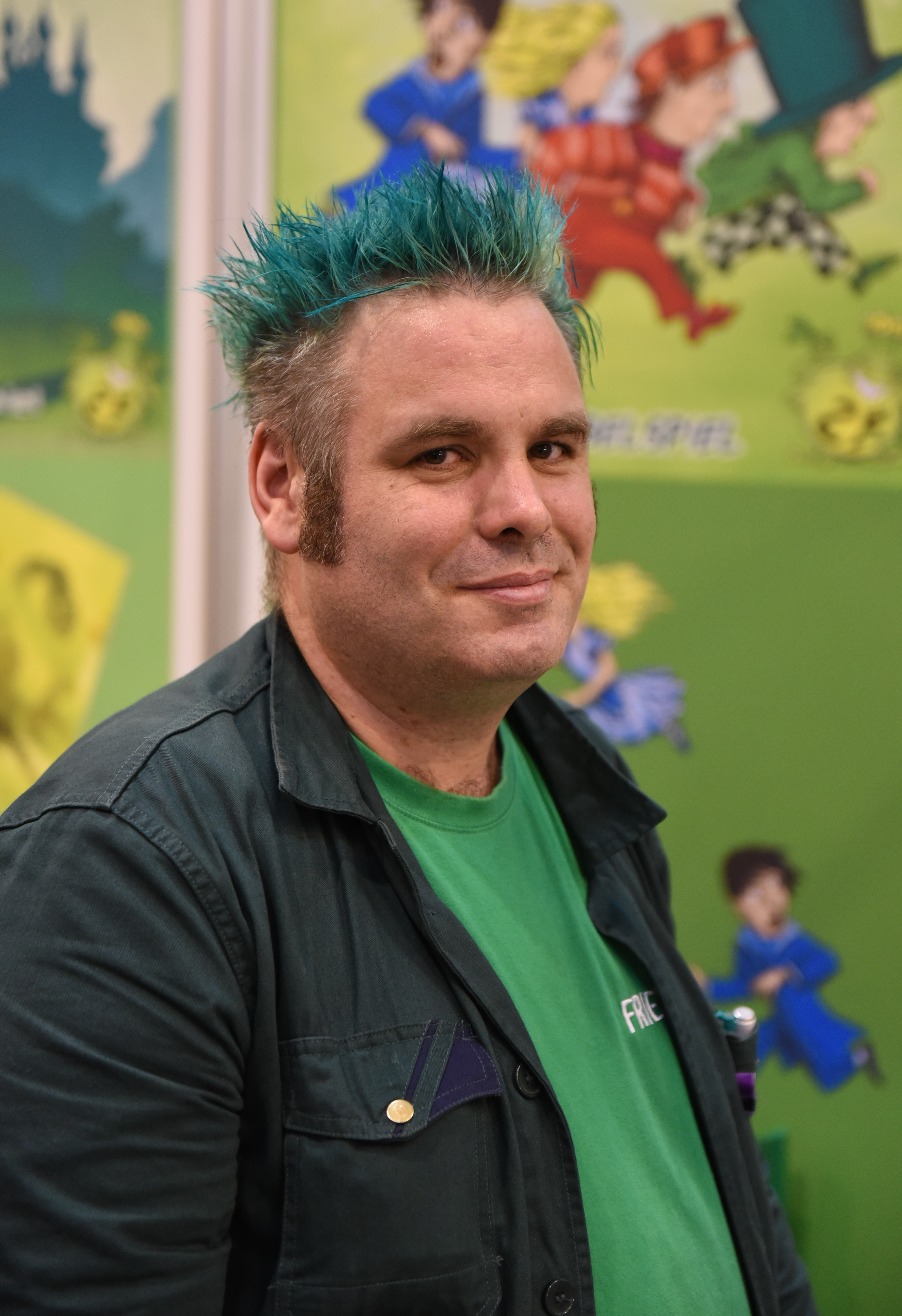
Friedemann Friese auf den Internationalen Spieltagen in Essen 2017

Das Spiel Fabelsaft wurde von Friedemann Friese entwickelt und zu den Internationalen Spieltagen 2016 in Essen (SPIEL '16) bei dessen Spieleverlag 2F-Spiele veröffentlicht. Die Grafiken stammen von Harald Lieske, die redaktionelle Realisierung von Henning Kröpke. Im gleichen Jahr erschien das Spiel auf Englisch unter dem Titel Fabled Fruit unter Lizenz bei Stronghold Games sowie 2017 bei verschiedenen Verlagen in zahlreichen weiteren Sprachen (Spanisch, Japanisch, Französisch, Italienisch, Niederländisch, Chinesisch, Bulgarisch und Slowakisch/Tschechisch).
Im Mai 2017 wurde Fabelsaft auf die Empfehlungsliste zum Spiel des Jahres 2017 aufgenommen. Zudem wurde das Spiel beim Österreichischen Spielepreis als eines von zwei „Spiele-Hits mit Freunden“ 2017 ausgezeichnet. Das Spiel wurde zudem in zahlreichen Medien überwiegend positiv besprochen. Bei BoardGameGeek wurde es mit durchschnittlich 7,2 Punkten (von 10) bewertet. Die Zeitschrift Spielbox bewertete das Spiel im Durchschnitt der Rezensenten mit 8 von 10 Punkten, der Autor der Rezension beschrieb das Spiel:

„Tatsächlich ein simples Spiel nach dem bekannten LEGACY-Muster, in dem immer wieder neue Regeln, leichte Veränderungen dazukommen. […] Fabelsaft ist ein Miteinander-Spiel, in dem es keine langen Grübelpausen gibt. Das macht auch Vielspielern viel Spaß.“

Er resümiert: An dieser einladenden Saftbar würde ich immer wieder Platz nehmen. Beim Deutschen Spielepreis 2017 errang das Spiel den Platz 7.
Zu den Internationalen Spieltagen in Essen 2017 erschien mit Fabelsaft: Die Limetten-Erweiterung eine erste Erweiterung zu dem Spiel. Eingeführt wurden Limetten als neue Früchte, 80 weitere Ortskarten (20 Orte) sowie ein Tarnmantertoken, Zuckerplättchen und ein Limettentoken.

## Belege
1. 1 2 3 4 5 6 7  
Spielregeln für Fabelsaft bei 2F-Spiele; abgerufen am 10. Mai 2017.
2. ↑  
Versionen von Fabelsaft in der Datenbank BoardGameGeek; abgerufen am 10. Mai 2017.
3. ↑  
Fabelsaft auf der Website des Spiel des Jahres e.V.; abgerufen am 22. Mai 2017.
4. ↑  
Die ausgezeichneten Spiele 2017. beim Österreichischen Spielepreis, 25. Juni 2017; abgerufen am 29. Juni 2017.
5. 1 2  
Erwin Ruschitzka: Legacy von Affe bis Zebra. In: Spielbox. 7, 2016, S. 16–17.
6. ↑  Deutscher Spielepreis. Preisträger. In: spiel-messe.com. Archiviert vom Original am 3. November 2020; abgerufen am 2. Januar 2024.
7. ↑  
Spielregeln Fabelsaft Limetten-Erweiterung (Memento vom 28. Oktober 2017 im Internet Archive) auf 2f-spiele.de
8. ↑  
Fabled Fruit: The Lime Expansion auf BoardGameGeek; abgerufen am 28. Oktober 2017